# Níkos Linárdos
Níkos Linárdos (grec moderne : Νίκος Λινάρδος), né le 26 août 1963, est un joueur de basket-ball. Il est le fils de l'écrivain et journaliste sportif Peter Linárdos. Il est, depuis la saison 2012-2013, assistant entraîneur et travaille avec Panayótis Yannákis au Limoges CSP.

## Biographie
Níkos Linárdos réalise l’essentiel de sa carrière au Panionios, club qui, en 1987, remporte la deuxième place dans le championnat grec.
En 1987, il fait partie de l'équipe grecque qui remporte le titre de championne d'Europe, compétition où il ne dispute qu'une seule rencontre, face à la Roumanie et inscrit un total de 4 points.
En 1991, il remporte la coupe de Grèce. L'année suivante, il joue au Sporting BC.
Sa carrière de joueur terminée, il travaille comme assistant de Dean Smith à l'Université de Caroline du Nord à Chapel Hill.
Il est ensuite coach à Maroussi, puis à Kaisariani (Proche-Orient) et Panionios.
Durant l'été 2007, il rejoint le staff de l'équipe nationale grecque, en qualité d’assistant du coach Panagiotis Giannakis. En 2012, Panagiotis Giannakis, devenu entraîneur du Limoges CSP, le fait venir de nouveau à ses côtés pour le retour de Limoges en Pro A.